# Notre-Dame du Bourg (Digne)

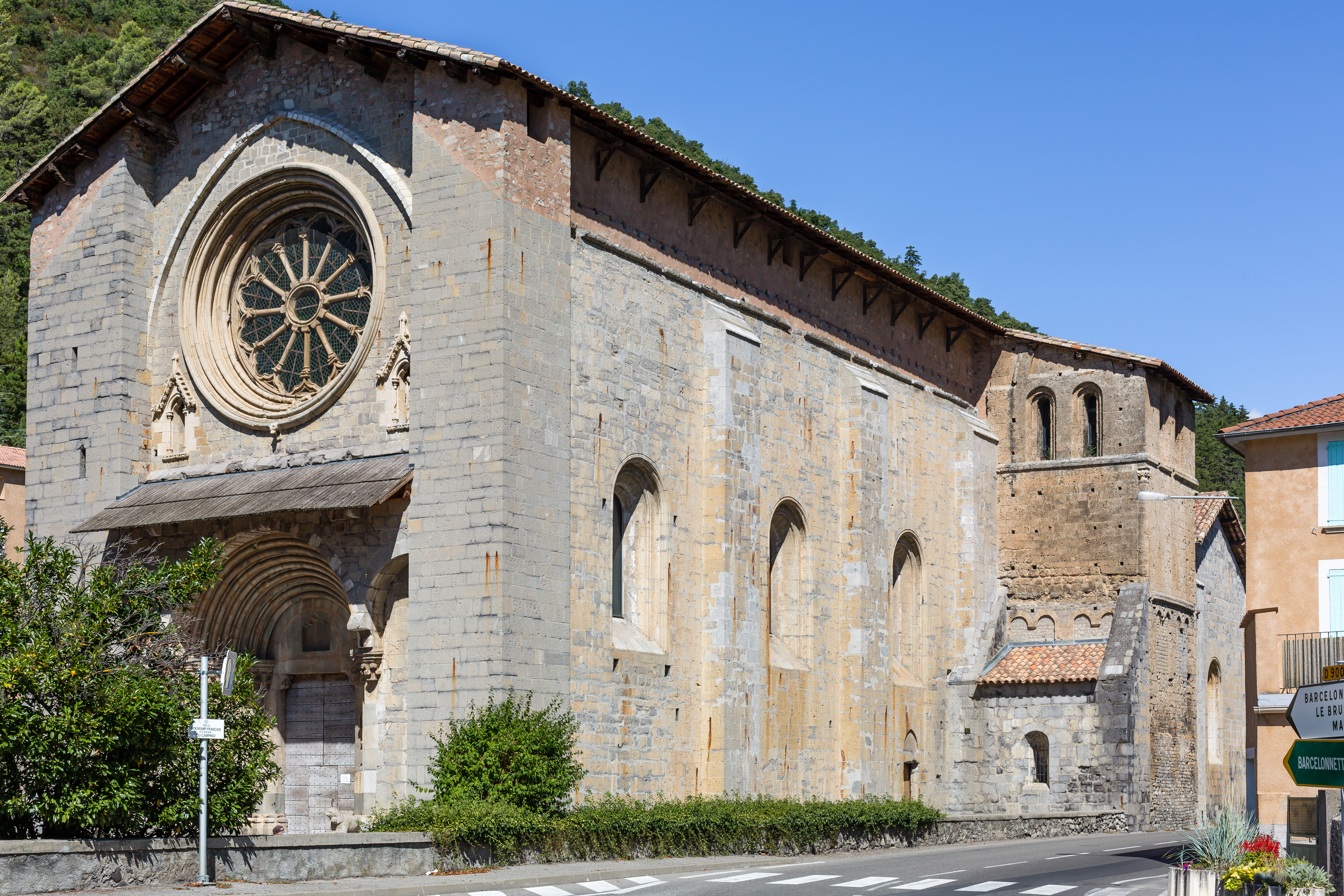
Ehemalige Kathedrale Notre-Dame du Bourg in Digne-les-Bains

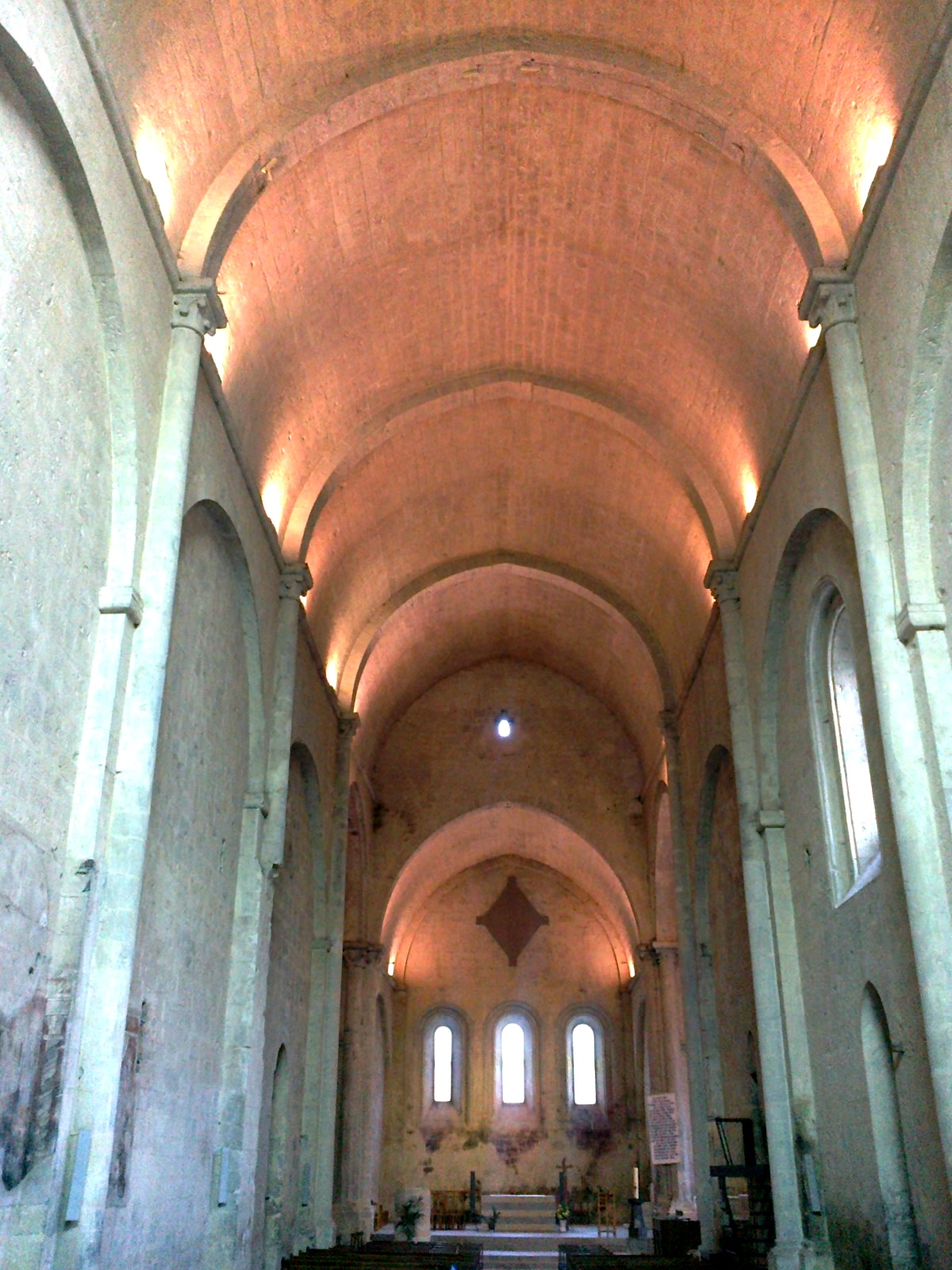
Kirchenschiff

Notre-Dame du Bourg in der provençalischen Stadt Digne-les-Bains war der ursprüngliche Bischofssitz des im 4. Jahrhundert gegründeten Bistums Digne. Sie ist dem Patrozinium der als  Gottesmutter verehrten Maria unterstellt und wurde im Jahr 1840 als Monument historique eingestuft.

## Geschichte
Bei Ausgrabungen in den 1980er und 1990er Jahren wurde an der Stelle der heutigen Kirche ein gallo-römischer Friedhof aus dem 1. Jahrhundert entdeckt, zu dem auch zwei größere Mausoleen aus dem 3. Jahrhundert gehörten. Im ausgehenden 4. und/oder beginnenden 5. Jahrhundert entstand ein erster Kirchenbau. Vom 12. bis 14. Jahrhundert wurde an der heutigen Kirche gebaut, die jedoch in der Zeit der Hugenottenkriege (1562–1598) starke Beschädigungen erlitt. Im Jahr 1591 wurde der Bischofssitz in die neue Kathedrale Saint Jérôme verlegt. Im 19. Jahrhundert fanden Restaurierungen statt.

## Architektur
Der einschiffige und im Osten flach schließende Kirchenbau ist von einem im 19. Jahrhundert stabilisierten Tonnengewölbe bedeckt; dazu wurden die Außenwände erhöht. Die Außenwände des Kirchenschiffs zeigen große Blendarkaden, wobei die Südwand durchfenstert ist. Das Westportal mit seinem Gewände mit eingestellten Säulen zeigt romanische oder neoromanische Formen; das darüber befindliche Radfenster gehört in die Zeit der Spätgotik. Im Fußboden der Kirche sind vier geometrische Formen (Dreieck, Viereck, Fünfeck und Sechseck) eingelassen, in denen sich griechische und lateinische Buchstaben befinden (z. B. BERGER im Sechseck oder AGNUS im Fünfeck).

## Ausstattung
Zur Ausstattung gehören ein weitgehend schmuckloses Taufbecken, ein kleines Tympanon mit dem Lamm Gottes und zwei weihrauchfassschwingenden Engeln sowie mehrere beschädigte Fresken.